# Тува във Втората световна война
Тува участва във Втората световна война на страната на Съюзниците от 22 юни 1941 година до анексирането ѝ от Съветския съюз на 14 октомври 1944 година.
До войната Тува е частично призната (само от Съветския съюз и Монголия) държава, силно зависима от Съветския съюз. Тя се включва във войната през лятото на 1941 година, веднага след нападението на Германия срещу Съветския съюз. Страната изпраща няколко десетки доброволци в съветската армия, но съветските власти използват значителна част от стопанските ѝ ресурси, включително целия ѝ златен резерв, за своите нужди.